# Rewolwerowiec (film 1997)
Rewolwerowiec (oryg. The Shooter) – amerykański film fabularny (western) z 1997 roku, reżyserowany przez Freda Olena Raya.

## Fabuła
Michael Atherton przemierza Dziki Zachód. Mężczyzna trafia do przygranicznego miasteczka, gdzie z rąk bezwzględnych bandytów ratuje piękną prostytutkę Wendy. Wkrótce w barze zaczepia go jeden z gości. Dochodzi między nimi do szarpaniny, wskutek której mężczyźni trafiają do aresztu. Odwiedza ich szeryf i proponuje Michaelowi rozprawienie się z bandą złoczyńców, która terroryzuje miejscowych mieszczan. Michael pomaga szeryfowi i osadnikom, lecz ściąga na siebie śmiertelne zagrożenie.

## Obsada
- Michael Dudikoff – jako Michael Atherton
- Andrew Stevens – jako Jacob
- Randy Travis – jako Kyle
- Valerie Wildman – jako Wendy
- Kane Hodder – jako wojownik (występ cameo)